# Graham Beckel
Graham Beckel (n. Old Lyme, Connecticut; 22 de diciembre de 1949) es un actor estadounidense. Es conocido por sus apariciones como personaje invitado en televisión, aunque también ha interpretado papeles importantes en varias películas importantes. Últimamente interpretó a Jack Fish en Battlestar Galactica y a Hal Sanders en Héroes. También actuó como padre en un anuncio de las Fuerzas Armadas de los Estados Unidos en el año 2006. Graham Beckel también es el hermano de Bob Beckel, un asesor político demócrata y analista político en Fox News.

## Filmografía
- The Money (1976)
- The Paper Chase (1978)
- C.H.U.D. (1984)
- Jennifer 8 (1992)
- Rising Son (1990)
- Barbarians at the Gate (1993)
- L.A. Confidential (1997)
- Black Dog (1998)
- Fallen (1998)
- Blue Streak (1999)
- Pearl Harbor (2001)
- Six Feet Under (serie de TV) (2003)
- Brokeback Mountain (2005)
- Two Days (2003)
- Battlestar Galactica (serie de TV) (2006)
- CSI: Crime Scene Investigation (serie de TV) (2006)
- Monk (serie de TV) (2006)
- Héroes (2006)
- Gossip Girl (2007-2012) - Agente del FBI
- Animales nocturnos (2016)